# 蠍蝽總科
蠍蝽總科（學名：Nepoidea），亦作蠍椿象總科，是半翅目異翅亞目之下的一個總科。在過往的Brues昆虫分类表，蠍蝽總科之下的兩個科被歸入隱角蝽類（Cryptocerata）。後來隱角蝽類被改組，成為蠍蝽下目。

## 分類
根據英国昆虫学家玛丽·卡佛（Mary Carver）等在1991年的分類，蠍蝽總科只包括下列兩個科：
- 蠍蝽科 Nepidae
- 負蝽科 Belostomatidae